# Hotel Higino

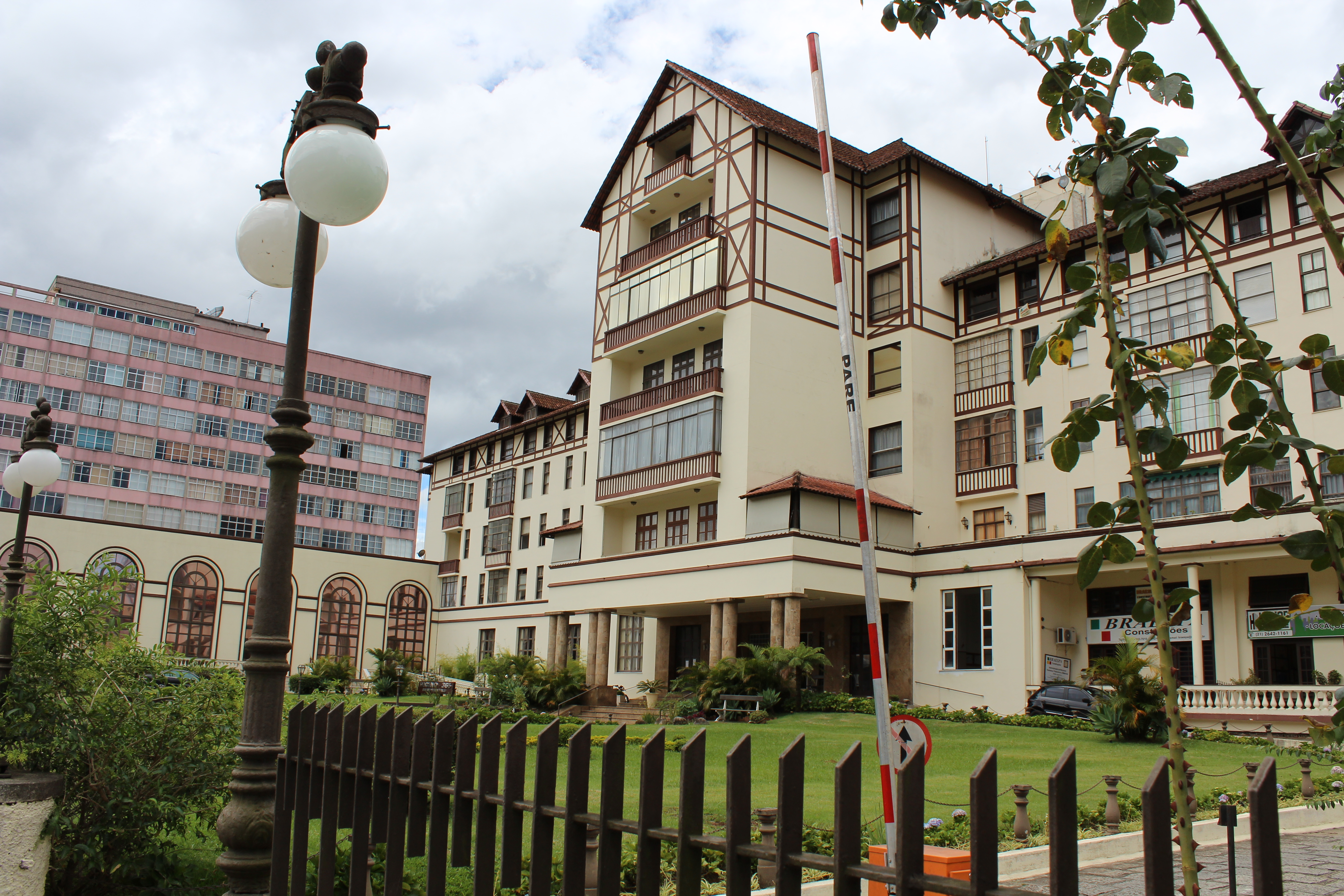
Fachado do antigo Hotel vista a partir da Avenida Oliveira Botelho

O antigo Hotel Higino localiza-se no bairro do Alto, na cidade de Teresópolis, na região serrana de Estado do Rio de Janeiro. Depois de desativado de suas funções de Hotel e casino, funciona hoje como um condomínio privado, cujos anexos (teatro e salões sociais) servem como sede de convenções e eventos sociais

## Historia
No local do hotel funcionou o antigo Hotel dos Órgãos, inaugurado ainda no final do século XIX, depois rebatizado de Rizzi Palace Hotel, inaugurado no ano de 1924 e posteriormente comprado por Higino Tomas da Silveira, sendo rebatizado de Hotel Higino, tendo passado à inúmeros proprietários depois de sua morte. Entretanto este hotel foi destruído por um incêndio em 1930. Foi quando surgiu então o projeto de construi-lo em sua forma atual, o Hotel Casino Higino, luxuoso e grandioso nos moldes do Copacabana Palace e do Palácio Quitandinha em Petrópolis, e todo feito em estilo enxaimel, um estilo arquitetônico que se harmoniza com o clima ameno da cidade. O Hotel contava com suítes de alto padrão, inclusive algumas de categoria presidencial, além de teatro, boite, piscina, salões de festa, complexo esportivo, sauna, bares e jardins.   
O projeto se adequava à um conceito de diversão muito em moda entre as classes altas da era Varguista, com um ambiente seleto voltado para o luxo, a sociabilidade e o lazer. O Hotel era considerado caro e elegante, e exigia normas de conduta tal como a obrigatoriedade de toalete dos hospedes antes do jantar. No hotel funcionava um cinema para os hospedes, além de abrigar saraus literários e atividades culturais. Seu baile de carnaval  era celebre e atraia figuras da sociedade do Rio de Janeiro nos anos 60 e 70. O Hotel foi desativado na década de 70, tendo sido convertido em condomínio privado, o Edifício Teresópolis. Suas dependências comuns continuam servindo à eventos culturais e encontros sociais.

## Tombamento
O prédio é atualmente tombado como Patrimônio Municipal por lei municipal desde 2014, em virtude de seu interesse histórico e cultural e das características urbanísticas e simbólicas do imóvel, que contribuem para a identidade do Bairro do Alto e da Cidade de Teresópolis, funcionando como elemento estruturador . 